# Kinas Grand Prix
Kinas Grand Prix är en deltävling i formel 1-VM som körs på Shanghai International Circuit  i Shanghai i Kina. Tävlingen kördes för första gången säsongen 2004.

## Vinnare Kinas Grand Prix
| År   | Bana      | Förare             | Konstruktör      |
| ---- | --------- | ------------------ | ---------------- |
| 2004 | Shanghai  | Rubens Barrichello | Ferrari          |
| 2005 | Shanghai  | Fernando Alonso    | Renault          |
| 2006 | Shanghai  | Michael Schumacher | Ferrari          |
| 2007 | Shanghai  | Kimi Räikkönen     | Ferrari          |
| 2008 | Shanghai  | Lewis Hamilton     | McLaren-Mercedes |
| 2009 | Shanghai  | Sebastian Vettel   | Red Bull-Renault |
| 2010 | Shanghai  | Jenson Button      | McLaren-Mercedes |
| 2011 | Shanghai  | Lewis Hamilton     | McLaren-Mercedes |
| 2012 | Shanghai  | Nico Rosberg       | Mercedes         |
| 2013 | Shanghai  | Fernando Alonso    | Ferrari          |
| 2014 | Shanghai  | Lewis Hamilton     | Mercedes         |
| 2015 | Shanghai  | Lewis Hamilton     | Mercedes         |
| 2016 | Shanghai  | Nico Rosberg       | Mercedes         |
| 2017 | Shanghai  | Lewis Hamilton     | Mercedes         |
| 2018 | Shanghai  | Daniel Ricciardo   | Red Bull Racing  |
| 2019 | Shanghai  | Lewis Hamilton     | Mercedes         |
| 2020 | Kördes ej | Kördes ej          | Kördes ej        |
| 2021 | Kördes ej | Kördes ej          | Kördes ej        |
| 2022 | Kördes ej | Kördes ej          | Kördes ej        |
| 2023 | Kördes ej | Kördes ej          | Kördes ej        |
| 2024 | Shanghai  | Max Verstappen     | Red Bull         |
| 2025 | Shanghai  | Oscar Piastri      | McLaren          |